# Iku-Turso
Iku-Turso (en finès "l'etern Turso"; també conegut com Iku-Tursas, Iki-Tursas, Meritursas, Tursas, Turisas entre d'altres) és un monstre marí malèvol de la mitologia finesa, més conegut per aparèixer al Kalevala. Avui en dia Meritursas significa pop en finès, nombrat en base a Iku-Turso, però originalment tursas és un nom antic per a la morsa mentre que el terme actualment més comú és mursu. Tanmateix, és més habitual veure la paraula mustekala (lit. "peix tinta"), el nom de la seva subclasse Coleoidea en finès, per al pop.

## Etimologia
El nom Turisas és probablement un préstec antic del protogermànic *Þurisaz ("gegant").

## Descripció
El seu aspecte no és clar, però se'l descriu amb diversos epítets: partalainen (el que viu a la vora, o alternativament, el barbut), Tuonen härkä (el bou de Tuoni, la mort), tuhatpää (de mil caps), tuhatsarvi (de mil banyes). De vegades es deia que vivia a Pohjola, però això pot ser perquè Pohjola era sovint percebut com la llar de tots els mals.
En algunes versions de l'encanteri El naixement de nou malalties, Iku-Turso és esmentat com el pare de les malalties amb Loviatar, la filla cega de Tuoni, el déu de la mort. Els gegants escandinaus (þursar, sg. þurs) tenien la capacitat de llançar fletxes que provocaven malalties a les persones. Això i el fet que þurs s'assembla a Tursas dona credibilitat a la idea que poden estar relacionats. Algunes runes diuen que Meritursas partalainen deixa embarassada la Donzella de l'Aire (Ilman impi, Ilmatar). Més tard va donar a llum a Väinämöinen, que el convertiria en una criatura veritablement primitiva. D'altra banda, també s'esmenta com el fill d'Ukko (nom que se sol assignar al Déu del cel).

## Com un déu de la guerra
A la llista dels déus tavastians de Mikael Agricola, és esmentat com el déu de la guerra: Turisas voiton antoi sodast (Turisas va portar la victòria a la guerra). S'ha suggerit que el déu de la llista és el mateix que el déu escandinau de la guerra Tyr; tanmateix, aquesta teoria no té un gran suport avui dia.

## Al Kalevala
S'esmenta diverses vegades a l'èpica nacional finlandesa, el Kalevala. En els segons cants s'aixeca del mar i crema una pila de farratge sec. Més tard, de les cendres neix un roure gegant. L'arbre creix tant que amaga el sol i la lluna i és talat.
| De l'oceà va sorgir un gegant,                    | De la gla, que brota ràpidament,                 |
| Potents Turses, alts i resistents,                | Creix l'alzina, alt i majestuós,                 |
| Pressat compactament totes les herbes,            | De la terra enriquida per cendres,               |
| Que les donzelles havien estat rastrejant,        | Recentment rasclet per donzelles d'aigua;        |
| Quan un foc dins d'ells s'encén,                  | Esteneu els roures moltes branques,              |
| I les flames van disparar cap al cel,             | S'arrodoneix una corona àmplia,                  |
| Fins que les filades es van convertir en cendres, | L'eleva per sobre dels núvols de tempesta;       |
| Ara només queden cendres                          | Lluny estira les seves branques,                 |
| De les herbes reunides.                           | Atura els núvols blancs en els seus cursos,      |
| A les cendres de les finestres,                   | Amb les seves branques amaga la llum del sol,    |
| Tender deixa els llocs gegants,                   | Amb les seves moltes fulles, els raigs de lluna, |
| A les fulles planta una gla,                      | I la llum de les estrelles mor al cel.           |

Més tard, Iku-Turso és convocat per Louhi, la Dama del Nord, per aturar el robatori de l'artefacte màgic Sampo. Väinämöinen, el líder dels saquejadors, agafa l'Iku-Turso de les orelles i amb paraules màgiques li fa prometre que no tornarà mai més del fons del mar.

Dues variants de tursaansydän (cor de Tursas), també coneguda com mursunsydän (cor de morsa), un antic símbol escandinau que es creu que porta bona sort i protegeix de malediccions.

| Wainamoinen, valent i poderós,          | Va preguntar per segona vegada el monstre,  | A la gent de Wainola,                                 |
| Agafa ràpidament el monstre d'aigua,    | Preguntat urgentment per tercera vegada:    | Mai mentre brilla la llum de la lluna                 |
| L'aixeca per les orelles i li pregunta: | "Iku-Turso, fill de la vellesa,             | Als turons de Kalevala!"                              |
| "Iku-Turso, fill de la vellesa,         | Per què l'art sorgeix de les aigües,        |                                                       |
| Per què l'art sorgeix del mar blau?     | Per què abandones el mar blau?              | Després el cantant, Wainamoinen,                      |
| Per què abandones el teu castell,       | Iku-Turso va donar aquesta resposta:        | Va alliberar el monstre, Iku-Turso,                   |
| Mostra't als herois poderosos,          | Per això, perquè vaig deixar el meu castell | El va enviar als seus castells de mar profund,        |
| Als herois de Wainola?"                 | Sota les ondulacions:                       | Va dir-li aquestes paraules en marxar:                |
|                                         | Vaig venir aquí amb la intenció             | "Iku-Turso, fill de la vellesa,                       |
| Iku-Turso, fill de la vellesa,          | Per destruir els herois de Kalew,           | Mai més sorgeixi de l'oceà,                           |
| Monstre oceànic, manifestat             | I torna el Sampo màgic                      | Mai més deixis Northland-herois                       |
| Ni plaer ni disgust,                    | A la gent de Pohyola.                       | Mira el teu rostre per sobre de les aigües            |
| No estava gens espantada,               | Si em retornes la llibertat,                | Mai més ha fet Iku-Turso                              |
| No li va donar cap resposta a l'heroi.  | Salva la meva vida, del dolor i de la pena, | Pujada al nivell de l'oceà;                           |
|                                         | Ràpidament tornaré sobre el meu viatge,     | Mai des d'aleshores hi ha hagut mariners de Northland |
| Llavors l'antic joglar,                 | Mai més mostrar el meu rostre               | He vist el cap d'aquest monstre marí.                 |

## Llegat
Un dels tres submarins de classe Vetehinen utilitzats per Finlàndia a la Segona Guerra Mundial va rebre el nom d'Iku-Turso. Després de la guerra, la Unió Soviètica va negar a Finlàndia l'ús de submarins, i va ser venuda a Bèlgica per al desballestament.  Altres coses que porten el nom de l'ésser mític són l'asteroide 2828 Iku-Turso i una banda de metal finlandesa Turisas.

## En la cultura popular
- La banda finlandesa de folk metal Turisas rep el nom del déu de la guerra.[4]
- Iku-Turso apareix com un monstre a Final Fantasy XI.[5]
- A finals de 2009, la promoció de lluita lliure professional CHIKARA va presentar un personatge anomenat Tursas,[6] basat en l'ésser mitològic.
- Iku-Turso fa estralls a Hèlsinki a la història del còmic de l'ànec Donald La Recerca del Kalevala de Don Rosa.